# مستشفى الأمراض الصدرية
مستشفى الأمراض الصدرية، هو مستشفى عام يقع في منطقة الشويخ الصحية في محافظة العاصمة بدولة الكويت، وهو يتبع من الناحية الإدارية منطقة العاصمة الصحية. افتتح المستشفى في 1959م في عهد الشيخ عبد الله السالم الصباح، وترجع تسمية المستشفى بهذا الاسم لتخصصه في أمراض الصدرية وخصوصاً أمراض القلب.